# Arthur Feichter
Arthur Josef Feichter (* 12. August 1943 in Taisten) ist ein italienischer Politiker aus Südtirol.
Feichter ist Bauer und engagierte sich seit den 1960er Jahren im Südtiroler Bauernbund. Von 1987 bis 1996 fungierte er als dessen Landesobmann, anschließend als Vize-Obmann.
Feichter war von 1969 bis 1980 Vize-Bürgermeister und von 1980 bis 1988 Bürgermeister seiner Heimatgemeinde Welsberg-Taisten. 1988 konnte er auf der Liste der Südtiroler Volkspartei ein Mandat für den Landtag und damit gleichzeitig den Regionalrat Trentino-Südtirol erringen, das er bis 2003 innehatte.